# Sabina (helgon)
Sabina, död 126, var en förmögen romersk hednisk änka, som omvändes till kristendomen av sin syriska slavinna Serapia. 
Nattetid besökte de katakomberna för att få undervisning i den kristna tron. När Sabina hade blivit döpt upplät hon sitt hus på Aventinen i Rom för de kristnas gudstjänster. Huset fick namnet "Titulus Sabinae". Sabina vördas som helgon inom Romersk-katolska kyrkan.
Serapia blev en dag avslöjad som kristen och led martyrdöden. Sabina gick då självmant till de romerska myndigheterna och angav sig själv. Sabina halshöggs den 29 augusti 126. Hennes reliker vördas i basilikan Santa Sabina på Aventinen i Rom. Kyrkan förlänades 1219 åt dominikanorden.
Sabinas namn förekommer i den eukaristiska bönen inom den ambrosianska liturgin. År 1969 begränsades Sankta Sabinas helgonkult till basilikan på Aventinen.

## Bilder
| - Basilikan Santa Sabina på Aventinen i Rom. - Den heliga Sabinas reliker. |

### Webbkällor
- ”St. Sabina”. Catholic Encyclopedia. New Advent. http://www.newadvent.org/cathen/13290a.htm. Läst 25 november 2018.
- ”Santa Sabina, martire”. Santi e Beati. http://www.santiebeati.it/dettaglio/91096. Läst 25 november 2018.